# Батуров, Тимофей Иванович
Тимофей Иванович Батуров (3 марта 1909, Енисейская губерния — 13 января 2001, Алма-Ата) — советский хозяйственный, государственный и политический деятель. Член КПСС.

## Биография
Родился 3 марта 1909 года в селе Соколовка Енисейской губернии.
Учился в начальной церковно-приходской школе, продолжил обучение в Московской горной академии и в Донском политехническом институте в Новочеркасске, который окончил в 1936 году по специальности «инженер-электрик».
С 1929 года — на хозяйственной, общественной и политической работе. В 1929—1987 гг. — инженер-электрик, электромонтер, мастер, старший инженер-электрик, главный энергетик комбината «Алтайполиметалл» Наркомата тяжелой промышленности СССР (г. Риддер), главный энергетик объединения «Алтайполиметалл», главный энергетик Особого демонтажного управления по восточной зоне Германии, главный инженер, управляющий РЭУ «Алтайэнерго», министр энергетики и электрификации Казахской ССР.
После ухода на пенсию работал начальником зонального органа по эксплуатации электростанций и сетей (1981—1982), руководил службой перспективного развития Объединённого диспетчерского управления Казахской ССР (1982—1987).
Избирался депутатом Верховного Совета Казахской ССР 6-10-го созывов.
Его именем названа Джамбульская ГРЭС.
Умер в Алма-Ате 13 января 2001 года.

## Семья
Был женат на Ксении Федоровне Миляевой, сын Леонид (1937 г.р.), дочь Ольга (1948 — декабрь 2008 года).